# Шлараффенланд

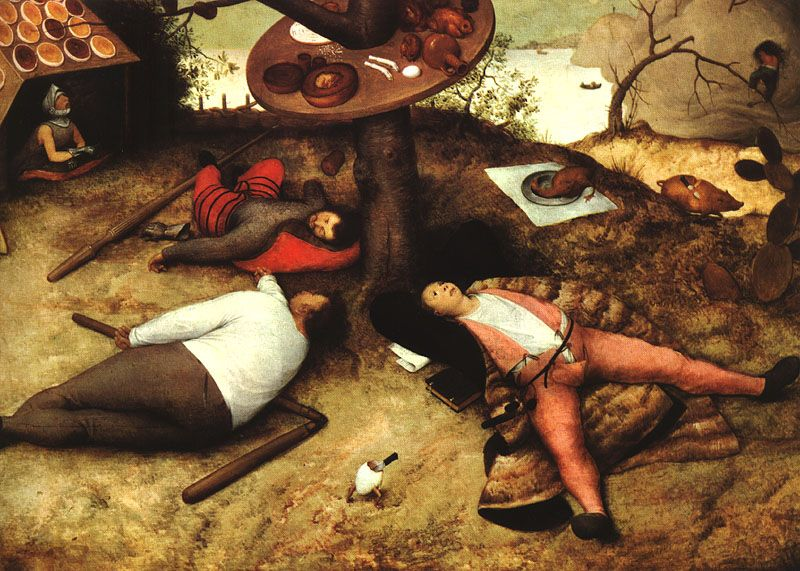
Країна ледарів, Пітер Брейгель Старший

Шлараффенланд (нім. Schlaraffenland, нід. Luilekkerland) — вигадана земля в німецьких казках, де живуть ледарі, буквально країна ледачих мавп, від (середньоверхньонім.) sluraff — ледар, Affe — мавпа та Land — земля.
Описується як країна, де все в надлишку — земля з молочними ріками та медовими берегами, в якій звірі бігають і літають смаженими, будинки зроблені з пряників, замість каменів всюди лежить сир. Насолоди є чеснотою мешканців країни, а наполеглива праця і старанність — гріхом. У кого дружина стара і несимпатична, той може обміняти її на красуню і ще отримає на додачу грошей.
Ідея вперше з'явилася як пародія на рай в сатиричній поемі Себастіана Бранта «Корабель дурнів», створеної в 1494, проте ще в V столітті до н. е. подібні ідеї були присутні у поетів Телеклеїда та Ферекрата.